# Festuca extremiorientalis
Festuca extremiorientalis är en gräsart som beskrevs av Jisaburo Ohwi. Festuca extremiorientalis ingår i släktet svinglar, och familjen gräs. Inga underarter finns listade i Catalogue of Life.